# Persone di cognome Clark
| Questa pagina contiene informazioni ricavate automaticamente dalle voci biografiche con l'ausilio del template Bio e di un bot. L'aggiornamento è periodico e automatico e ricostruisce completamente la pagina. Se manca una persona in questa lista, sei pregato di non aggiungerla, ma accertati piuttosto che la sua voce biografica contenga il template Bio e che i dati anagrafici siano correttamente compilati. Se il template Bio manca, inseriscilo tu stesso o, in alternativa, metti l'avviso {{tmp\|Bio}} che ne segnala la mancanza. Se i dati riportati sono sbagliati, correggi direttamente la voce biografica; le modifiche saranno visibili in questa lista entro pochi giorni. Per chiarimenti vedi il progetto antroponimi. La lista contiene solo le 204 persone che sono citate nell'enciclopedia e per le quali è stato implementato correttamente il template Bio. Pagina aggiornata al 23 lug 2025. |

Questa è una lista di persone presenti nell'enciclopedia che hanno il cognome Clark, suddivise per attività principale.

## Allenatori di calcio(4)
- Sandy Clark, allenatore di calcio e ex calciatore scozzese (Airdrie, n. 1956)
- Gordon Clark, allenatore di calcio inglese (n. 1914 - † 1997)
- Lee Clark, allenatore di calcio e ex calciatore inglese (Wallsend, n. 1972)
- Bobby Clark, allenatore di calcio e ex calciatore scozzese (Glasgow, n. 1945)

## Allenatori di pallacanestro(1)
- Perry Clark, allenatore di pallacanestro statunitense (Washington, n. 1951)

## Altiste(1)
- Marjorie Clark, altista, ostacolista e velocista sudafricana (Bulwer, n. 1909 - † 1993)

## Altisti(1)
- Ellery Clark, altista, lunghista e multiplista statunitense (Boston, n. 1874 - Hingham, † 1949)

## Animatori(1)
- Les Clark, animatore e regista statunitense (Ogden, n. 1907 - Santa Barbara, † 1979)

## Archeologi(1)
- Grahame Clark, archeologo britannico (Bromley, n. 1907 - Cambridge, † 1995)

## Arcieri(1)
- William Clark, arciere statunitense (Cincinnati, n. 1842 - Knoxville, † 1913)

## Arcivescovi anglicani(1)
- Howard Clark, arcivescovo anglicano canadese (Fort Macleod, n. 1901 - † 1983)

## Artisti(1)
- Ernest Ellis Clark, artista inglese (Derby, n. 1869 - † 1932)

## Artisti marziali(1)
- Robert Clark, artista marziale britannico (Liverpool, n. 1946 - Liverpool, † 2012)

## Astronaute(1)
- Laurel Clark, astronauta statunitense (Ames, n. 1961 - Texas, † 2003)

## Astronomi(3)
- Alvan Graham Clark, astronomo statunitense (Fall River, n. 1832 - † 1897)
- Alvan Clark, astronomo e pittore statunitense (Ashfield, n. 1804 - † 1887)
- Michael Clark, astronomo neozelandese (Gran Bretagna, n. 1942)

## Atlete paralimpiche(1)
- Breanna Clark, atleta paralimpica statunitense (Los Angeles, n. 1994)

## Attori(20)
- Andy Clark, attore statunitense (New York, n. 1903 - New Rochelle, † 1960)
- Anthony Clark, attore statunitense (Lynchburg, n. 1964)
- Eugene Clark, attore e ex giocatore di football americano canadese (Tampa, n. 1951)
- Ariel Clark, attore statunitense (Contea di Monterey, n. 1984 - Los Angeles, † 2007)
- Barney Clark, attore britannico (Londra, n. 1993)
- Blake Clark, attore, doppiatore e sceneggiatore statunitense (Macon, n. 1946)
- Dane Clark, attore statunitense (New York, n. 1912 - Santa Monica, † 1998)
- Daniel Clark, attore statunitense (Chicago, n. 1985)
- Frank Clark, attore statunitense (Cincinnati, n. 1857 - Woodland Hills, † 1945)
- Fred Clark, attore statunitense (Lincoln, n. 1914 - Santa Monica, † 1968)
- Harvey Clark, attore statunitense (Chelsea, n. 1885 - Hollywood, † 1938)
- Jack Clark, attore e regista statunitense (Filadelfia, n. 1876 - Hollywood, † 1947)
- Ken Clark, attore statunitense (Neffs, n. 1927 - Roma, † 2009)
- Matt Clark, attore statunitense (Washington, n. 1936)
- Peyton Clark, attore statunitense (Indianapolis, n. 1994)
- Bobby Clark, attore statunitense (Springfield, n. 1888 - New York, † 1960)
- Robert Clark, attore statunitense (Chicago, n. 1987)
- Roger Clark, attore statunitense (Belleville, n. 1978)
- Roy Clark, attore neozelandese (Wellington, n. 1903 - Woodland Hills, † 1993)
- Spencer Treat Clark, attore statunitense (New York, n. 1987)

## Attrici(9)
- Candy Clark, attrice statunitense (Norman, n. 1947)
- Chelsea Clark, attrice canadese (Toronto, n. 1998)
- Christie Clark, attrice statunitense (Los Angeles, n. 1973)
- Jessica Clark, attrice britannica
- Mamo Clark, attrice statunitense (Honolulu, n. 1914 - Panorama City, † 1986)
- Marguerite Clark, attrice statunitense (Cincinnati, n. 1883 - New York, † 1940)
- May Clark, attrice inglese (Sunbury-on-Thames, n. 1889 - Englewood, † 1984)
- Morfydd Clark, attrice britannica (Stoccolma, n. 1989)
- Victoria Clark, attrice, soprano e regista teatrale statunitense (Dallas, n. 1959)

## Autori di videogiochi(1)
- Sean Clark, autore di videogiochi e designer statunitense

## Baritoni(1)
- Charles W. Clark, baritono statunitense (Van Wert, n. 1865 - Chicago, † 1925)

## Batteristi(1)
- Mike Clark, batterista statunitense (Sacramento, n. 1946)

## Biochimici(1)
- Leland Clark, biochimico e fisiologo statunitense (Rochester, n. 1918 - † 2005)

## Biologi(1)
- Robert Clark, biologo e esploratore scozzese (Aberdeen, n. 1882 - Aberdeen, † 1950)

## Calciatori(17)
- Zander Clark, calciatore scozzese (Glasgow, n. 1992)
- Bobby Clark, calciatore inglese (Epsom, n. 2005)
- Brian Clark, calciatore inglese (Bristol, n. 1943 - Cardiff, † 2010)
- Caden Clark, calciatore statunitense (Medina, n. 2003)
- Ciaran Clark, calciatore irlandese (Harrow, n. 1989)
- Clive Clark, calciatore inglese (Leeds, n. 1940 - † 2014)
- Colin Clark, calciatore statunitense (Fort Collins, n. 1984 - † 2019)
- Frank Clark, ex calciatore e allenatore di calcio inglese (Rowlands Gill, n. 1943)
- Howard Clark, ex calciatore inglese (Coventry, n. 1968)
- John Clark, calciatore e allenatore di calcio scozzese (Chapelhall, n. 1941 - † 2025)
- Jordan Clark, calciatore inglese (Hoyland, n. 1993)
- Max Clark, calciatore inglese (Kingston upon Hull, n. 1996)
- Paul Clark, ex calciatore inglese (Benfleet, n. 1958)
- Peter Clark, ex calciatore inglese (Romford, n. 1979)
- Ricardo Clark, ex calciatore statunitense (Atlanta, n. 1983)
- Ricardo Alexander Clark, ex calciatore guatemalteco (Izabal, n. 1937)
- Steven Clark, calciatore statunitense (Mason, n. 1986)

## Calciatrici(1)
- Olivia Clark, calciatrice gallese (Lincoln, n. 2001)

## Canottieri(1)
- Sherman Clark, canottiere statunitense (n. 1899 - † 1980)

## Cantanti(4)
- Alain Clark, cantante e produttore discografico olandese (Haarlem, n. 1979)
- Petula Clark, cantante, attrice e compositrice britannica (Epsom, n. 1932)
- Roy Clark, cantante, musicista e showman statunitense (Meherrin, n. 1933 - Tulsa, † 2018)
- Terri Clark, cantante e chitarrista canadese (Montréal, n. 1968)

## Cantautori(3)
- Gene Clark, cantautore statunitense (Tipton, n. 1944 - Los Angeles, † 1991)
- Guy Clark, cantautore e liutaio statunitense (Monahans, n. 1941 - Nashville, † 2016)
- Rudy Clark, cantautore statunitense (New York, n. 1935 - Florida, † 2020)

## Cantautrici(5)
- St. Vincent, cantautrice, compositrice e polistrumentista statunitense (Tulsa, n. 1982)
- Brandy Clark, cantautrice statunitense (Morton, n. 1977)
- Dorinda Clark-Cole, cantautrice e conduttrice televisiva statunitense (Detroit, n. 1957)
- Dodie, cantautrice e youtuber britannica (Epping, n. 1995)
- Twinkie Clark, cantautrice, produttrice discografica e musicista statunitense (Detroit, n. 1954)

## Cestiste(5)
- Betty Clark, cestista statunitense (Le Claire, n. 1931 - Pleasant Valley, † 2012)
- Alysha Clark, cestista statunitense (Denver, n. 1987)
- Caitlin Clark, cestista statunitense (Des Moines, n. 2002)
- Christine Clark, ex cestista statunitense (n. 1992)
- Ella Clark, ex cestista britannica (Londra, n. 1992)

## Cestisti(16)
- Bill Clark, ex cestista statunitense (Redondo Beach, n. 1988)
- Dan Clark, ex cestista britannico (Londra, n. 1988)
- Dick Clark, cestista statunitense (Findlay, n. 1944 - Connelly Springs, † 1988)
- Ira Clark, ex cestista statunitense (Fort Worth, n. 1975)
- Jason Clark, cestista statunitense (Arlington, n. 1990)
- Keon Clark, ex cestista statunitense (Danville, n. 1975)
- Wes Clark, cestista statunitense (Detroit, n. 1994)
- Archie Clark, ex cestista statunitense (Conway, n. 1941)
- Cameron Clark, cestista statunitense (Phoenix, n. 1991)
- Carlos Clark, ex cestista statunitense (Somerville, n. 1960)
- Earl Clark, cestista statunitense (Plainfield, n. 1988)
- Ian Clark, cestista statunitense (Memphis, n. 1991)
- Jaylen Clark, cestista statunitense (Riverside, n. 2001)
- Keith Clark, ex cestista statunitense (Oklahoma City, n. 1987)
- Keydren Clark, ex cestista statunitense (Tuscaloosa, n. 1984)
- Kihei Clark, cestista statunitense (Tarzana, n. 2000)

## Chimici(2)
- John Drury Clark, chimico e scrittore statunitense (Fairbanks, n. 1907 - Denville, † 1988)
- William Mansfield Clark, chimico statunitense (Tivoli, n. 1884 - Baltimora, † 1964)

## Chitarristi(2)
- Mike Clark, chitarrista statunitense (Los Angeles, n. 1964)
- Steve Clark, chitarrista e compositore britannico (Sheffield, n. 1960 - Londra, † 1991)

## Ciclisti su strada(1)
- Danny Clark, ex ciclista su strada e pistard australiano (Launceston, n. 1951)

## Conduttori televisivi(1)
- Dick Clark, conduttore televisivo, conduttore radiofonico e imprenditore statunitense (Mount Vernon, n. 1929 - Santa Monica, † 2012)

## Contrabbassisti(1)
- Buddy Clark, contrabbassista e arrangiatore statunitense (Kenosha, n. 1929 - Mission Hills, † 1999)

## Danzatori(1)
- Michael Clark, ballerino e coreografo britannico (Aberdeen, n. 1962)

## Danzatrici(1)
- Jordan Clark, ballerina e attrice canadese (Okotoks, n. 1991)

## Drammaturghi(1)
- Brian Clark, drammaturgo e sceneggiatore britannico (Bristol, n. 1932 - † 2021)

## Economisti(3)
- Colin Clark, economista inglese (Londra, n. 1905 - † 1989)
- John Bates Clark, economista statunitense (Providence, n. 1847 - New York, † 1938)
- John Maurice Clark, economista statunitense (Northampton, n. 1884 - Westport, † 1963)

## Entomologi(1)
- Benjamin Preston Clark, entomologo statunitense (West Roxbury, n. 1860 - Filadelfia, † 1939)

## Esploratori(1)
- William Clark, esploratore statunitense (Ladysmith, n. 1770 - St. Louis, † 1838)

## Filantrope(1)
- Huguette Clark, filantropa e pittrice statunitense (Parigi, n. 1906 - New York, † 2011)

## Fotografi(1)
- Larry Clark, fotografo e regista statunitense (Tulsa, n. 1943)

## Generali(2)
- Mark Clark, generale statunitense (Madison Barracks, n. 1896 - Charleston, † 1984)
- Wesley Clark, generale statunitense (Chicago, n. 1944)

## Giocatori di baseball(1)
- Matt Clark, giocatore di baseball statunitense (West Covina, n. 1986)

## Giocatori di football americano(16)
- Bruce Clark, ex giocatore di football americano statunitense (New Castle, n. 1958)
- Cedric Clark, ex giocatore di football americano tedesco
- Chris Clark, giocatore di football americano statunitense (New Orleans, n. 1985)
- Chuck Clark, giocatore di football americano statunitense (Filadelfia, n. 1995)
- Dallas Clark, ex giocatore di football americano statunitense (Sioux Falls, n. 1979)
- Damone Clark, giocatore di football americano statunitense (New Orleans, n. 1999)
- Dwight Clark, giocatore di football americano statunitense (Kinston, n. 1957 - Whitefish, † 2018)
- Dutch Clark, giocatore di football americano statunitense (Fowler, n. 1906 - Cañon City, † 1978)
- Frank Clark, giocatore di football americano statunitense (Bakersfield, n. 1993)
- Jadrian Clark, giocatore di football americano statunitense (Indianapolis, n. 1994)
- Kei'Trel Clark, giocatore di football americano samoano americano (Midlothian, n. 2001)
- Kelvin Clark, ex giocatore di football americano statunitense (Odessa, n. 1956)
- Le'Raven Clark, giocatore di football americano statunitense (Bryan, n. 1993)
- Louis Clark, ex giocatore di football americano e dirigente sportivo statunitense (Tupelo, n. 1964)
- Mario Clark, ex giocatore di football americano statunitense (Pasadena, n. 1954)
- Vinnie Clark, ex giocatore di football americano statunitense (Cincinnati, n. 1969)

## Giornalisti(1)
- Stuart Clark, giornalista e astronomo inglese (Inghilterra)

## Golfisti(1)
- Wyndham Clark, golfista statunitense (Denver, n. 1993)

## Illustratrici(1)
- Brenda Clark, illustratrice canadese (Toronto, n. 1955)

## Informatici(1)
- James H. Clark, informatico statunitense (Plainview, n. 1944)

## Ingegneri(1)
- Josiah Latimer Clark, ingegnere britannico (Marlow, n. 1822 - Londra, † 1898)

## Ittiologhe(1)
- Eugenie Clark, ittiologa statunitense (New York, n. 1922 - Sarasota, † 2015)

## Medici(1)
- James Clark, medico scozzese (Cullen, n. 1788 - Bagshot Park, † 1870)

## Modelle(3)
- Hilda Clark, modella e attrice teatrale statunitense (Leavenworth, n. 1872 - Miami Beach, † 1932)
- Jessica Clark, modella e attrice britannica (Londra, n. 1985)
- Sharon Clark, modella e attrice statunitense (Seminole, n. 1943)

## Montatori(1)
- Jim Clark, montatore e regista britannico (Boston, n. 1931 - Londra, † 2016)

## Multiplisti(1)
- Bob Clark, multiplista statunitense (n. 1913 - † 1976)

## Musicisti(2)
- Clark, musicista e produttore discografico inglese (St Albans, n. 1979)
- Dave Clark, musicista, compositore e produttore discografico britannico (Londra, n. 1939)

## Nuotatori(1)
- Steve Clark, ex nuotatore statunitense (n. 1943)

## Nuotatrici(2)
- Barbara Clark, ex nuotatrice canadese (Coronation, n. 1958)
- Imogen Clark, nuotatrice britannica (Chesterfield, n. 1999)

## Paleontologi(1)
- John Desmond Clark, paleontologo britannico (Londra, n. 1916 - Oakland, † 2002)

## Pallanuotiste(1)
- Caroline Clark, pallanuotista statunitense (Palo Alto, n. 1990)

## Pallanuotisti(1)
- Des Clark, ex pallanuotista australiano (Adelaide, n. 1941)

## Pallavoliste(2)
- Tess Clark, pallavolista statunitense (Phoenix, n. 1996)
- Tiffany Clark, pallavolista statunitense (n. 1998)

## Pallavolisti(1)
- Carson Clark, pallavolista statunitense (Solvang, n. 1989)

## Pentatlete(1)
- Joanna Clark, pentatleta britannica (n. 1976)

## Pianisti(2)
- Sonny Clark, pianista e compositore statunitense (Herminie, n. 1931 - New York, † 1963)
- Frederic Horace Clark, pianista, filosofo e teologo statunitense (Stati Uniti d'America, n. 1860 - Zurigo, † 1917)

## Piloti di rally(1)
- Roger Clark, pilota di rally britannico (Narborough, n. 1939 - Leicester, † 1998)

## Poeti(1)
- J. P. Clark, poeta e drammaturgo nigeriano (Kiagbodo, n. 1935 - Kiagbodo, † 2020)

## Politiche(2)
- Helen Clark, politica neozelandese (Waikato, n. 1950)
- Katherine Clark, politica statunitense (New Haven, n. 1963)

## Politici(7)
- Aaron Clark, politico statunitense (Worthington, n. 1787 - Brooklyn, † 1861)
- Joe Clark, politico canadese (High River, n. 1939)
- Edward Clark, politico statunitense (New Orleans, n. 1815 - Marshall, † 1880)
- John Clark, politico e generale statunitense (Tarboro, n. 1766 - Contea di Bay, † 1832)
- Thomas Campbell Clark, politico statunitense (Dallas, n. 1899 - New York, † 1977)
- Ramsey Clark, politico e avvocato statunitense (Dallas, n. 1927 - New York, † 2021)
- William A. Clark, politico e banchiere statunitense (Connellsville, n. 1839 - New York, † 1925)

## Presbiteri(1)
- William Robinson Clark, presbitero e teologo britannico (Daviot, n. 1829 - Toronto, † 1912)

## Registi(3)
- Alfred Clark, regista statunitense (New York, n. 1873 - Fulmer, † 1950)
- Greydon Clark, regista, sceneggiatore e produttore cinematografico statunitense (Niles, n. 1943)
- James B. Clark, regista e montatore statunitense (Stillwater, n. 1908 - Woodland Hills, † 2000)

## Rugbiste a 15(1)
- Rochelle Clark, rugbista a 15 e allenatrice di rugby a 15 britannica (High Wycombe, n. 1981)

## Sceneggiatori(2)
- Bob Clark, sceneggiatore, produttore cinematografico e regista statunitense (New Orleans, n. 1939 - Los Angeles, † 2007)
- Colbert Clark, sceneggiatore, regista e produttore cinematografico statunitense (Galesburg, n. 1898 - Coronado, † 1960)

## Scenografi(1)
- Carroll Clark, scenografo statunitense (Mountain View, n. 1894 - Glendale, † 1968)

## Sciatrici alpine(1)
- Kirsten Clark, ex sciatrice alpina statunitense (Portland, n. 1977)

## Scrittori(3)
- Martin Clark, scrittore e storico britannico (Worthing, n. 1938 - Edimburgo, † 2017)
- Rasheed Clark, scrittore statunitense (Filadelfia, n. 1975)
- Robert Clark, scrittore statunitense (Saint Paul, n. 1952)

## Storici dell'arte(1)
- Kenneth Clark, storico dell'arte britannico (Westminster, n. 1903 - Hythe, † 1983)

## Tastieristi(1)
- Alan Clark, tastierista britannico (Great Lumley, n. 1952)

## Tennisti(2)
- Clarence Clark, tennista statunitense (Germantown, n. 1859 - † 1937)
- Straight Clark, tennista statunitense (Des Moines, n. 1925 - Haverford, † 1995)

## Tenori(1)
- Graham Clark, tenore britannico (Littleborough, n. 1941 - † 2023)

## Tuffatrici(1)
- Mary Ellen Clark, ex tuffatrice statunitense (Abington, n. 1962)

## Veliste(1)
- Saskia Clark, velista britannica (Colchester, n. 1979)

## Velociste(2)
- Tamara Clark, velocista statunitense (High Point, n. 1999)
- Zoey Clark, velocista britannica (Aberdeen, n. 1994)

## Vescovi cattolici(1)
- Bernard Thomas Edward Clark, vescovo cattolico inglese (Londra, n. 1856 - Port Victoria, † 1915)

## Wrestler(2)
- Bryan Clark, ex wrestler statunitense (Harrisburg, n. 1964)
- Chase Stevens, wrestler statunitense (Washington, n. 1979)

## Zoologi(1)
- Austin Hobart Clark, zoologo statunitense (n. 1880 - † 1954)

## Senza attività specificata(2)
- Jerome Clark, ufologo e scrittore statunitense (Canby, n. 1946)
- Kelly Clark, ex snowboarder statunitense (Dover, n. 1983)